# Edouard Julien
Édouard Julien (né le 30 avril 1999 à Québec) est un joueur de baseball canadien, évoluant au poste de deuxième but pour les Twins du Minnesota en Major League Baseball. Il a fait ses débuts en MLB en 2023. Lors de la Classique mondiale de baseball 2023, il joue pour l'Équipe du Canada de baseball.
Né à St-Marc-des-Carrières, il est le fils de Rémy Julien et de Nathalie Hamelin.

## Carrière professionnelle
Les Twins ont affecté Julien aux St.Paul Saints (Triple-A) pour commencer la saison 2023. Après avoir commencé la saison au bâton 9 pour 29 (.276), les Twins l'ont promu dans les ligues majeures le 12 avril. Julien a obtenu son premier coup sûr dans la ligue majeure et son premier coup de circuit dans la même manche contre les Yankees de New York le 13 avril.

## Carrière internationale
Julien représente l'équipe nationale canadienne de baseball en compétition internationale. En 2019, il a joué pour Équipe Canada aux Jeux panaméricains de 2019. Pendant les jeux, il a subi une blessure qui l'a obligé à se faire opérer de Tommy John.
Julien a été sélectionné en équipe canadienne pour la Classique mondiale de baseball 2023. Il a terminé en tant que leader statistique du tournoi pour la moyenne de puissance (1,154) et OPS (1,821). Julien a réussi le premier lancer de sa première apparition au marbre dans le tournoi, face au Britannique Akeel Morris. Cependant, malgré des victoires convaincantes contre la Grande-Bretagne et la Colombie, le Canada a été éliminé en poule.

## Vie personnelle
En août 2018, Julien a été arrêté à Auburn, en Alabama, pour ivresse sur la voie publique. Il a été condamné à effectuer des travaux d'intérêt général.